# Райс-Лейк (Міннесота)
Райс-Лейк (англ. Rice Lake) — місто (англ. city) в США, в окрузі Сент-Луїс штату Міннесота. 